# Динан (округ)
Дина́н (фр. Dinan) — округ (фр. Arrondissement) во Франции, один из округов в регионе Бретань. Департамент округа — Кот-д’Армор. Супрефектура — Динан.
Население округа на 2019 год составляло 104 296 человек. Плотность населения составляет 103 чел./км². Площадь округа составляет 1008,14 км².

## Состав
Кантоны округа Динан (c 1 января 2017 г.):
- Брон (частично)
- Динан
- Ланвалле
- Планкоэт
- Плелен-Тригаву
- Пленёф-Валь-Андре (частично)

Кантоны округа Динан (c 22 марта 2015 г. по 31 декабря 2016 г.):
- Брон (частично)
- Динан
- Ламбаль (частично)
- Ланвалле
- Планкоэт
- Плелен-Тригаву
- Плене-Жюгон (частично)
- Пленёф-Валь-Андре (частично)

Кантоны округа Динан (до 22 марта 2015 года):
- Брон
- Динан-Уэст
- Динан-Эст
- Жюгон-ле-Лак
- Коллине
- Кольн
- Матиньон
- Медриньяк
- Планкоэт
- Плелан-ле-Пети
- Плубале
- Эвран